# El Piropo
El Piropo fue una publicación sicalíptica publicada por la editorial Carceller en 1931, si bien la idea data de una década antes. Su salida fue posterior a la de otra publicación parecida, El Chorizo Japonés, que se publicó entre marzo y abril de 1915, y tuvo un último almanaque en febrero de 1921. El Piropo se anunció a finales de junio de 1921 como periódico galante, con veinte páginas de papel couché editadas a seis colores, con un precio de 15 céntimos de peseta. El 8 de octubre de 1921 la editorial anunció que atrasaba la aparición del semanario debido al "gran éxito conseguido antes de aparecer", puesto que distribuyeron 30.000 ejemplares del número cero, que era el límite que la maquinaria de la que disponía la editorial podía satisfacer, pero los distribuidores pidieron 75.000 ejemplares, cifras superiores a las de El Chorizo Japonés, el éxito de la cual provocó una persecución gubernamental que provocó su cierre y pérdidas económicas para el editor.
El atraso de la aparición del semanario precipitó la aparición del semanario taurino El Clarín, de gran éxito para la editorial, y que apareció la semana fallera de 1922. Con la llegada de la Segunda República Española, Carceller pudo editar prensa sicalíptica sin miedo a la censura, y El Piropo verá la luz, finalmente, el 2 de mayo de 1931, con 20 páginas de texto en papel couché e ilustraciones de Tramús, Sade (firmas ambas de Enric Pertegás), Joan Pérez del Muro, Oxymel y otros autores. La publicación tuvo fama en toda España por "la abundancia de carne y la escasez de ropa". En La Traca del 14 de mayo de 1932, un año después de la aparición definitiva de El Piropo, se anunciaba la aparición de otra publicación parecida, Bésame, que se complementaría con almanaques sicalípticos que llevaban por nombre Fifí o Rojo y Verde, que se anunciaban como "contenedores de desnudos artísticos y de los otros".
Durante su publicación, El Piropo fue la publicación líder de su segmento de mercado.